# Spoorlijn Hamburg-Altona - Kiel
De spoorlijn Hamburg-Altona - Kiel is een spoorlijn tussen de hanzestad Altona aan de Elbe en de hanzestad Kiel aan de Oostzee gelegen in de Hertogdom Holstein aangelegd door de Altona-Kieler Eisenbahn-Gesellschaft (AKE). Op 1 juli 1887 werden de bezittingen van de AKE door de Preußische Staatseisenbahnen overgenomen. De spoorlijn 1220 onder beheer van DB Netze.

## Geschiedenis
Sleeswijk en Holstein waren reeds in de prehistorie bewoond en kwamen in 1460 aan toe aan de bezittingen van Christiaan I van Denemarken. De gebieden werden in de loop der tijd opgedeeld, maar in 1773 weer verenigd onder Deense kroon. In tegenstelling tot Sleeswijk (dat aanvankelijk vrijwel geheel Deenstalig was, maar waarvan het zuiden vanaf de 15e eeuw in toenemende mate verduitst was geraakt) werd Holstein in 1815 lid van de Duitse Bond. Het conflict tussen Denemarken en de Duitse Bond over de status van beide hertogdommen (Sleeswijk-Holsteinse kwestie) kwam na de Pruisisch-Oostenrijkse Oorlog tot een oplossing toen de Vrede van Praag op 23 augustus 1866 bepaalde dat de beide hertogdommen aan Pruisen toekwamen, dat ze verenigde tot de provincie Sleeswijk-Holstein.

## Geschiedenis spoorlijn
Voor de aanleg van het traject van Altona naar Kiel werd de Altona-Kieler Eisenbahnkomitee samengesteld.
Een door Friedrich List geopende spoorverbinding tussen de Hanzesteden Hamburg en Lübeck werd door de Königliche Eisenbahn-Commission, die in 1835 voor de Deense koning Friedrich VI werd ingezet, geweigerd. Dit gebeurde omdat troonopvolger Christian VIII van mening was dat een spoorverbinding tussen Elbe en Oostzee op fiscale gronden uitsluitend over Deense grondgebied moest lopen.

### Studies naar de trajectvarianten

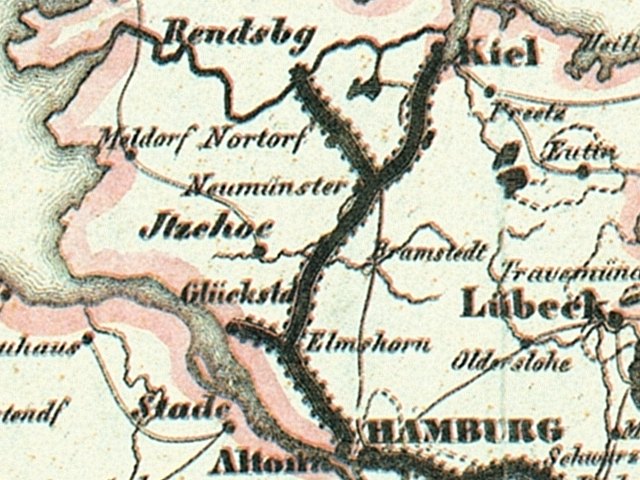
Kaart uit 1849

Voor het plan van de spoorlijn waren twee verschillende trajecten in beeld:
- de stad Kiel via Segeberg naar de stad Altona
- de stad Kiel via Neumünster naar de stad Altona

Het onderzoek naar de diverse mogelijkheden werd gegund aan de Engelse ingenieur Geo W. Buck. Hij kwam tot de conclusie dat het traject via Segeberg door de hoogteverschillen minder geschikt was dan het traject via Barmstedt en Neumünster.
Nadat de stadt Elmshorn het aandeel in het kapitaal verhoogde werd besloten het traject in het westelijk deel van het groothertogdom Holstein aan te leggen. Daarna besloot koning Christian VIII op 28 juni 1842 tot het verstrekken van de concessie.
De eindstations van Kiel en Altona moesten in de directe omgeving van de havens gebouwd worden. Ook moesten hier aansluitingen naar deze havens worden aangelegd. Verdere stations langs het traject waren Pinneberg, Tornesch, Elmshorn, Wrist, Neumünster en Bordesholm. Stapsgewijs werden vanaf 1844 de haltes Stelling, Eidelstedt, Halstenbeck, Priesdorf, Horst, Dauenhof, Siebenecksknöll, Brockstedt, Pahdenstedt, Fohrde en Meimersdorf aan het traject toegevoegd.

### Financiering
Het oprichtingskapitaal werd in 1844 gevormd door onderstaande investeerders:
- Deense staat 27.0%
- Stadt Altona 21,6%
- Private Streubesitz 19,2%
- Stadt Kiel 16,2%
- Actiën in bezit van de Gesellschaft 13,1%
- Stadt Neumünster 1,1%
- Altonaisches Unterstützungsinstitut 1,1%
- Stadt Elmshorn 0,4%
- Stadt Pinneberg 0,3%

De bouw van de 105 kilometer lange spoorlijn begon in maart 1843 vanuit de steden Kiel, Neumünster en Altona. Het traject werd enkelsporig aangelegd. De opening van het gehele traject wond op 18 september 1844 plaats. Tegenwoordig heeft het traject twee sporen.

### Duits-Deense oorlog
Als gevolg van de Duits-Deense oorlog werd het Hertogdom Holstein in 1867 een Pruisische provincie. Vanaf 1883 begonnen de onderhandelingen over de AKE door de Pruisische Staat, die reeds op 1 maart 1884 de onderneming overnam en de bedrijfsvoering ondergebracht bij een provisorische afdeling van de stad Altona. In de periode tussen 1 januari en 1 juli 1887 werden de bezittingen van de AKE door de Pruisische Staatsspoorwegen overgenomen.

### Uitbreidingen
Tegelijk met de bouw van het hoofdtraject begon de bouw van een verbindingsspoor naar de lager gelegen Elbe-haven tot het station Altona. Hiervoor werd ten behoeve van goederenvervoer door de spoorlijn Hamburg-Altona Kai - Hamburg-Altona de Schellfischtunnel aangelegd. Dit traject had een lengte van 210 meter en een hoogteverschil van 30 meter. De ingebruikname van het havenspoor was in 1845. Het havenspoor in Kiel werd op 1 september 1844 in bedrijf genomen.
In 1979 werd een nieuw Bahnhof Hamburg-Altona ten behoeve van de bouw het traject van de City Bahn van de S-Bahn Hamburg geopend. Door de aanleg van de City Bahn werd het station een doorgaand station.
Op 1 juli 2014 maakten de Duitse spoorwegen bekend het station Altona voor zowel het lange-afstandsverkeer als voor de regionale verbindingente verplaatsen naar een nieuwe plek nabij het voormalige S-Bahn-station Diebsteich. Er wordt daar sinds 2015 een achtsporig station gebouwd, met zes sporen voor lange-afstands- en regionaal verkeer alsmede twee voor de S-Bahn.

### Altona-Kaltenkirchener Eisenbahn-Gesellschaft
De Altona-Kaltenkirchener Eisenbahn-Gesellschaft werd in 1883 opgericht. In 1916 werd de naam veranderd in Eisenbahn-Gesellschaft Altona-Kaltenkirchen-Neumünster. Reeds in 1884 werd het traject van Kaltenkirchener Bahnhof te Hamburg-Altona via Eidelstedt naar Kaltenkirchen geopend. Dit traject liep vanaf hun eigen station Kaltenkirchener Bahnhof te Altona tot het station Eidelstedt parallel aan het traject van de AKE. Het Kaltenkirchener Bahnhof te Altona was gevestigd aan de toenmalige Gählerplatzoordig. In 1916 werd het traject naar Neumünster Süd verlengd en sinds 31 maart 1953 naar het station Neumünster, gelegen aan de spoorlijn van Kiel naar Altona.

## Treindiensten
De Deutsche Bahn verzorgt het personenvervoer op dit traject met ICE-, IC-, RE- en RB-treinen. De Nord-Ostsee-Bahn verzorgt het personenvervoer met RE-treinen en de Nordbahn met RB-treinen.
| Serie    | Treinsoort                          | Route | Bijzonderheden |
| -------- | ----------------------------------- | --- | --- |
| ICE 20   | InterCityExpress (DB Fernverkehr)   | [ Kiel Hbf – Neumünster ] / [ Hamburg-Altona ] – Hamburg Dammtor – Hamburg Hbf – Lüneburg – Uelzen – Hannover Hbf – Göttingen – Kassel-Wilhelmshöhe – Fulda – Hanau Hbf – Frankfurt (Main) Hbf – [ Frankfurt (Main) Flughafen Fernbahnhof – Mainz Hbf – Wiesbaden Hbf ] / [ Mannheim Hbf – Karlsruhe Hbf – Baden-Baden – Freiburg (Breisgau) Hbf – Basel Bad Bf – Basel SBB – Zürich Hbf ] | Rijdt elke twee uur. |
| ICE 22   | InterCityExpress (DB Fernverkehr)   | [ [ Kiel Hbf – Neumünster ] / [ Hamburg-Altona ] – Hamburg Dammtor – Hamburg Hbf ] / [ Oldenburg (Oldb) Hbf – Bremen Hbf ] – Hannover Hbf – Kassel-Wilhelmshöhe – Frankfurt (Main) Hbf – Frankfurt (Main) Flughafen Fernbahnhof – Mannheim Hbf – Stuttgart Hbf | Rijdt elke twee uur. Één trein per dag van/naar Oldenburg. |
| ICE 25   | InterCityExpress (DB Fernverkehr)   | [ [ Kiel Hbf – Neumünster ] / [ Hamburg-Altona ] – Hamburg Dammtor – Hamburg Hbf – ] / [ Oldenburg (Oldb) Hbf – Bremen Hbf – ] Hannover Hbf – Göttingen – Kassel-Wilhelmshöhe – Fulda – Würzburg Hbf – [ Nürnberg Hbf – ] / [ Treuchtlingen – Donauwörth – Augsburg Hbf – München-Pasing ] / [ Ingolstadt Hbf ] – München Hbf – Tutzing – Murnau – Oberau – Garmisch-Partenkirchen | Rijdt elk uur tussen Hamburg en München. Elke twee uur een vleugeltrein naar/van Oldenburg. Enkele treinen via Augsburg. Één trein per dag door naar Garmisch-Partenkirchen. |
| IC 26    | Intercity (DB Fernverkehr)          | [ [ Westerland (Sylt) – Husum ] / [ Hamburg-Altona ] – Hamburg Dammtor ] / [ Ostseebad Binz – Stralsund Hbf – Rostock Hbf – Bützow – Bad Kleinen – Schwerin Hbf ] – Hamburg Hbf – Hamburg-Harburg – Lüneburg – Uelzen – Celle – Hannover Hbf – Göttingen – Kassel-Wilhelmshöhe – [ Marburg (Lahn) – Gießen – Frankfurt (Main) Hbf – Darmstadt Hbf – Bensheim – Weinheim (Bergstraße) – Heidelberg Hbf – Bruchsal – Karlsruhe Hbf ] / [ Fulda – Würzburg Hbf – Ansbach – Augsburg Hbf – [ Buchloe – Kempten (Allgäu) Hbf – Immenstadt – Oberstdorf ] / [ München Ost – Rosenheim – [ Prien a Chiemsee – Traunstein – Freilassing – Berchtesgaden ] / [ Kufstein – Innsbruck Hbf ] ] | Enkele treinen vanaf Binz en Westerland, enkele treinen vanaf Kassel richting Augsburg.                                                                                      |
| IC/EC 27 | Intercity/Eurocity (DB Fernverkehr) | [ Westerland (Sylt) – Husum – Hamburg-Altona – Hamburg Dammtor – Hamburg Hbf – Büchen – Ludwigslust – Wittenberge – Berlin Spandau ] / [ [ Rostock Hbf – Waren (Müritz) – Neustrelitz Hbf ] / [ Ostseebad Binz – Stralsund Hbf – Greifswald – Züssow – Pasewalk – Angermünde ] – Berlin Gesundbrunnen ] – Berlin Hbf – Berlin Südkreuz – Dresden Hbf – Bad Schandau – Děčín hl. n. – Ústí nad Labem hl. n. – Praha-Holešovice – Praha hl. n. – Pardubice hl. n. – Česká Třebová – Brno hl. n. – Břeclav – Kúty – Bratislava hl. st. – Nové Zámky – Štúrovo – Szob – Nagymaros-Visegrád – Vác – Budapest Keleti                                                                     | 1 trein per dag tussen Westerland en Berlijn, tussen Binz/Rostock en Berlijn alleen 's zomers.                                                                               |
| IC/EC 30 | Intercity (DB Fernverkehr)          | [ [ Westerland (Sylt) – Husum ] / [ Hamburg-Altona ] – Hamburg Dammtor ] / [ Ostseebad Binz – Stralsund Hbf – Rostock Hbf – Bützow – Bad Kleinen – Schwerin Hbf ] – Hamburg Hbf – Hamburg-Harburg – Bremen Hbf – Osnabrück Hbf – Münster Hbf – Dortmund Hbf – Bochum Hbf – Essen Hbf – Duisburg Hbf – Düsseldorf Hbf – Köln Hbf – Bonn Hbf – Remagen – Andernach – Koblenz Hbf – Mainz Hbf – Mannheim Hbf – [ Heidelberg Hbf – Vaihingen (Enz) – Stuttgart Hbf ] / [ Karlsruhe Hbf – Baden-Baden – Freiburg (Breisgau) Hbf – Basel Bad Bf – Basel SBB – Zürich Hbf – Sargans – Landquart – Chur ]                                                                                  | Enkele treinen vanaf Binz en Westerland tot Stuttgart. |
| IC 31    | Intercity (DB Fernverkehr)          | [ [ Kiel Hbf – Neumünster ] / [ Hamburg-Altona ] – Hamburg Dammtor ] / [ Fehmarn-Burg – Oldenburg (Holst) – Lübeck Hbf ] – Hamburg Hbf – Hamburg-Harburg – Bremen Hbf – Osnabrück Hbf – Münster Hbf – Dortmund Hbf – Hagen Hbf – Wuppertal Hbf – Solingen Hbf – Köln Hbf – Bonn Hbf – Remagen – Andernach – Koblenz Hbf – Boppard Hbf – Bingen (Rhein) Hbf – Mainz Hbf – Frankfurt (Main) Flughafen Fernbahnhof – Frankfurt (Main) Hbf – Hanau Hbf – Würzburg Hbf – Nürnberg Hbf – Regensburg Hbf – Plattling – Passau Hbf | Twee treinen per dag per richting. 's Zomers één trein vanaf Fehmarn. |
| IC/EC 76 | Intercity (DB Fernverkehr)          | Hamburg Dammtor – Neumünster – Rendsburg – Schleswig – Flensburg – Padborg – Kolding – Fredericia – Vejle – Horsens – Skanderborg – Århus H | |
| RE 6     | RegionalExpress (DB Regio Nord)     | Hamburg-Altona – Elmshorn – Glückstadt – Itzehoe – Husum – Niebüll – Westerland (Sylt) | |
| RE 7     | Regional-Express (DB Regio)         | Hamburg Hbf – Hamburg Dammtor – Elmshorn – Neumünster – Rendsburg – Schleswig – Flensburg | Schleswig-Holstein-Express |
| RE 70    | RegionalExpress (DB Regio Nord)     | Hamburg Hbf – Hamburg Dammtor – Pinneberg – Elmshorn – Wrist – Neumünster – Bordesholm – Kiel Hbf | |
| RB 61    | Regionalbahn (Nordbahn)             | Hamburg Hbf – Hamburg Dammtor – Pinneberg – Elmshorn – Glückstadt – Itzehoe | |
| RB 71    | Regionalbahn (Nordbahn)             | Hamburg-Altona – Pinneberg – Elmshorn – [ Wrist ] / [ Itzehoe ] | 's avonds van/naar Itzehoe |
| RB 77    | Regionalbahn (DB Regio Nord)        | Kiel Hbf – Bordesholm – Neumünster | |

## Aansluitingen
In de volgende plaatsen is of was er een aansluiting op de volgende spoorlijnen:
Hamburg-Altona
DB 1222, spoorlijn tussen Hamburg-Altona Kai en Hamburg-Altona
DB 1224, spoorlijn tussen Hamburg-Altona en Hamburg-Blankenese
DB 1231, spoorlijn tussen Hamburg-Altona en Hamburg-Langenfelde
DB 1240, spoorlijn tussen Hamburg Hauptbahnhof en Hamburg-Altona
DB 1270, spoorlijn tussen Hamburg Hauptbahnhof en Hamburg Diebsteich
DB 6100, spoorlijn tussen Berlijn en Hamburg
Hamburg-Längenfelde
DB 1230, spoorlijn tussen de aansluiting Hamburg-Bahrenfeld en Hamburg-Langenfelde
DB 1232, spoorlijn tussen de aansluiting Rainweg en Hamburg-Eidelstedt
DB 1233, spoorlijn tussen Hamburg-Langenfelde en Altona Postbf
Hamburg-Eidelstedt
DB 1225, spoorlijn tussen Hamburg Holstenstraße en Pinneberg
DB 1232, spoorlijn tussen de aansluiting Rainweg en Hamburg-Eidelstedt
DB 1234, spoorlijn tussen Hamburg-Eidelstedt en de aansluiting Rothenburgsort
DB 9121, spoorlijn tussen Hamburg-Altona en Neumünster Süd
Tornesch
DB 9126, spoorlijn tussen Tornesch en Uetersen
Elmshorn
DB 1210, spoorlijn tussen Elmshorn en Westerland
DB 1211, spoorlijn tussen Elmshorn en de aansluiting Altenmoor
DB 1212, spoorlijn tussen Elmshorn en Elmshorn Hafen
DB 9120, spoorlijn tussen Elmshorn en Bad Oldesloe
Wrist
DB 1221, spoorlijn tussen Wrist en Itzehoe
Neumünster
DB 1040, spoorlijn tussen Neumünster en Flensburg
DB 1041, spoorlijn tussen Neumünster en Ascheberg
DB 1042, spoorlijn tussen Neumünster en Heide
DB 1043, spoorlijn tussen Neumünster en Bad Oldesloe
Meimersdorf
DB 1030, spoorlijn tussen Meimersdorf en Kiel Hauptgüterbahnhof
DB 1031, spoorlijn tussen Meimersdorf en Kiel-Hassee
DB 1032, spoorlijn tussen Meimersdorf en Kiel Hauptbahnhof
DB 1033, spoorlijn tussen Meimersdorf en de aansluiting Kiel Hauptbahnhof SS
Kiel Hauptbahnhof
DB 1022, spoorlijn tussen Kiel en Osterrönfeld
DB 1023, spoorlijn tussen Kiel en Neustadt
DB 1032, spoorlijn tussen Meimersdorf en Kiel Hauptbahnhof

## Elektrificatie
Het traject werd in 1995 geëlektrificeerd met een wisselspanning van 15.000 volt 16⅔ Hz.